# Malá Lehota
Malá Lehota (bis 1927 slowakisch „Malá Lehôta“; deutsch Kleinhau oder Kleinhay, ungarisch Kisülés – bis 1892 Kislehota) ist eine Gemeinde in der Mittelslowakei mit 791 Einwohnern (Stand 31. Dezember 2024), die zum Okres Žarnovica, einem Kreis des Banskobystrický kraj, gehört.

## Geographie
Die Gemeinde befindet sich im Nordteil des Gebirges Pohronský Inovec unweit der Quelle der Žitava. Das Gemeindegebiet hat den Charakter eines Berglands und schließt im Norden fließend an die Furche Veľkopolská brázda und somit die Trennlinie vom Gebirge Vtáčnik an. Die Böden sind größtenteils von Andesit- und Tuffgesteinen gebildet. Das Gemeindezentrum liegt auf einer Höhe von 597 m n.m. und ist 15 Kilometer von Nová Baňa, 22 Kilometer von Zlaté Moravce sowie 29 Kilometer von Žarnovica entfernt (jeweils Straßenentfernungen).
Die Gemeinde als solche besteht aus 17 im Bergland verstreuten Kleinsiedlungen, die örtlich štál heißen; ihre Namen lauten: Adamcov štál, Blaškov štál, Debnárov štál, Domčekov štál, Hubačov štál, Hudecov štál, Pacalajov štál, Pavlov štál, Rajnohov štál, Štefeľov štál, Tomov štál, Udičkov štál, Kopanica, Skáľ, Šajba, Šmikňa und Závoz.
Nachbargemeinden sind Veľké Pole im Norden, Píla im Nordosten, Nová Baňa im Osten, Veľká Lehota im Süden, Jedľové Kostoľany und Hostie im Westen sowie Skýcov im Nordwesten.

## Geschichte
Malá Lehota wurde zum ersten Mal 1388 als Kys Lyhota schriftlich erwähnt, als Teil des Herrschaftsgebiets der Burg Hrušov. Die Siedlungen entstanden im 14. Jahrhundert in einer Kolonisationswelle in einer Waldlichtung. Die nur schwer zugängliche Gemeinde trug 1468 den Namen Pwszta Lehota und hatte im Jahr 1536 drei Porta. 1554 kam Malá Lehota zum Besitz des Geschlechts Kistapolcsányi, die im selben Jahr das Herrschaftsgebiet der Burg Hrušov erwarben. In der Zeit der Türkenkriege und Standesaufstände gegen die Habsburger war das Gebiet nur dünn bewohnt: so hatte die Gemeinde im Jahr 1601 nur neun Häuser. Viele Einwohner verbargen sich in den umliegenden Wäldern, um den osmanischen Truppen und der Ausbeutung von Gutsherren zu entgehen. 1715 hatte die Ortschaft 17 Steuerpflichtige, zwei Mühlen und eine Gaststätte, 1828 zählte man 102 Häuser und 641 Einwohner, deren Haupteinnahmequellen Forst- und Landwirtschaft waren. Die erste, damals noch römisch-katholische Schule wurde 1856 gegründet.
Bis 1918 gehörte der im Komitat Barsch liegende Ort zum Königreich Ungarn und kam danach zur Tschechoslowakei beziehungsweise heute Slowakei.

## Bevölkerung
| Jahr                | 1994 | 2004     | 2014     | 2024     |
| ------------------- | ---- | -------- | -------- | -------- |
| Anzahl der Personen | 1166 | 1017     | 885      | 791      |
| Unterschied         |      | −12,77 % | −12,97 % | −10,62 % |

| Jahr                | 2023 | 2024    |
| ------------------- | ---- | ------- |
| Anzahl der Personen | 812  | 791     |
| Unterschied         |      | −2,58 % |

Gemäß der Volkszählung 2011 wohnten in Malá Lehota 928 Einwohner, davon 883 Slowaken, 2 Magyaren und 1 Tscheche. 42 Einwohner machten keine Angabe zur Ethnie.
858 Einwohner bekannten sich zur römisch-katholischen Kirche, 2 Einwohner zur Pfingstbewegung sowie jeweils 1 Einwohner zur Brüderkirche, zur Evangelischen Kirche A. B. und zur orthodoxen Kirche; 2 Einwohner gaben eine andere Konfession an. 9 Einwohner waren konfessionslos und bei 54 Einwohnern wurde die Konfession nicht ermittelt.

## Bauwerke
- römisch-katholische Kirche Mariä Geburt im klassizistischen Stil aus dem Jahr 1820